# Köniz
Köniz (toponimo tedesco) è un comune svizzero di 41 507 abitanti del Canton Berna, nella regione di Berna-Altipiano svizzero (circondario di Berna-Altipiano svizzero); ha lo status di città.

## Storia
Nel territorio sono presenti vari siti dell'età del bronzo e del ferro, oltre a tenute romane (villae rusticae) e campi di sepoltura altomedievali; risulta menzionato per la prima volta nel 1011 come Chunicis ("Hof des Cuno" o "Cunizo"). Il comune di Köniz è stato istituito nel 1834; la comunità politica nella sua forma attuale è stata fondata nel 1846 e corrisponde al territorio dell'ex parrocchia.

## Monumenti e luoghi d'interesse

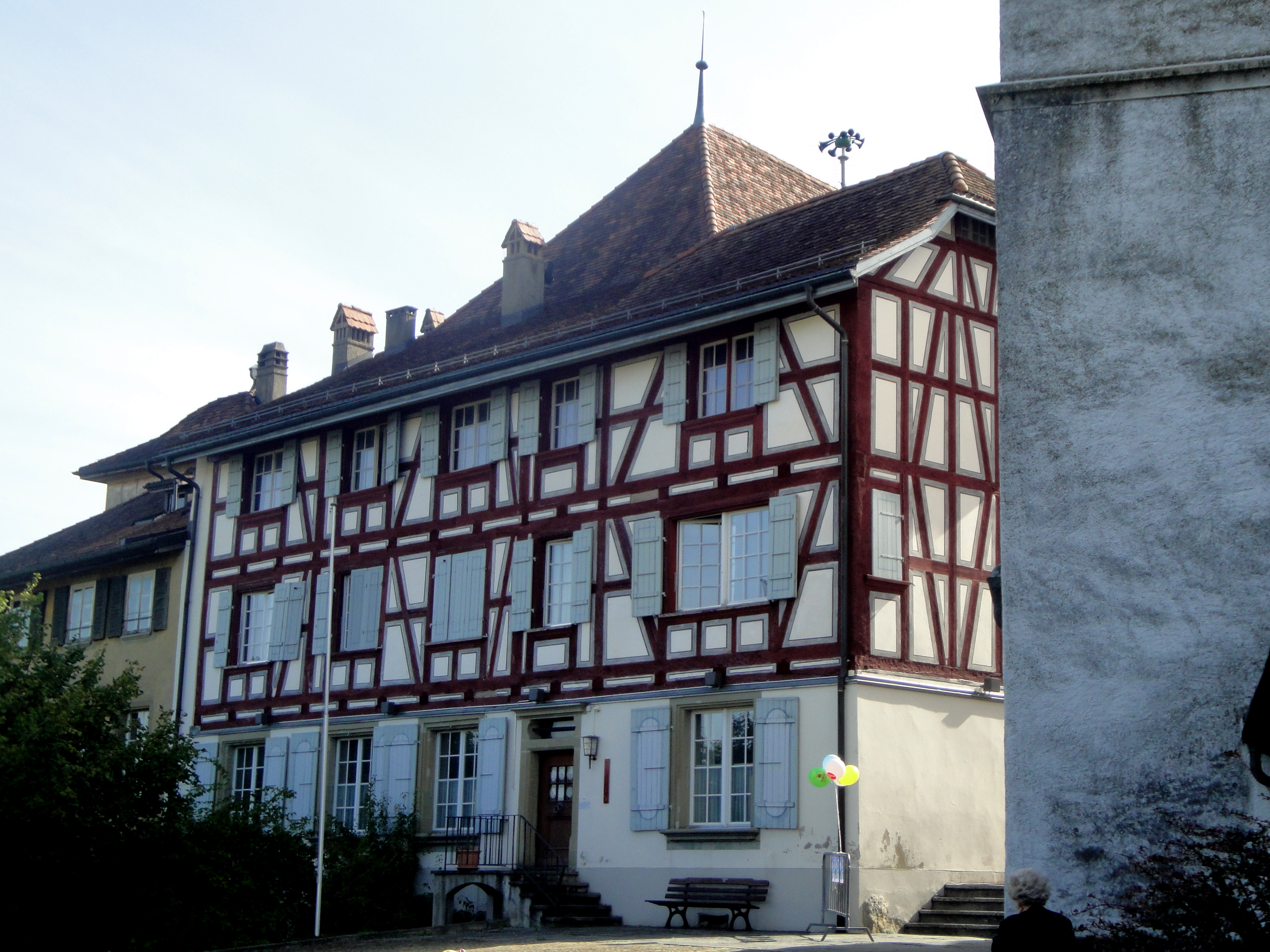
Il castello di Köniz

- Chiesa riformata (Reformierte Kirche; già dei Santi Pietro e Paolo), eretta nell'XI-XIII secolo e ricostruita nel 1766[1]. Si presume che vi siano stati degli edifici precedenti, anche se mancano scavi archeologici in proposito. Nel 1191 divenne la chiesa parrocchiale della città appena fondata, fino a quando non fu elevata a propria parrocchia nel 1276[non chiaro]. Assegnata all'ordine degli Agostiniani, la chiesa fu secolarizzata nel 1528, in occasione della Riforma bernese, ma fu restituita all'ordine agostiniano nel 1552 sotto la pressione dei cantoni cattolici[senza fonte];
- Castello di Köniz (Schloss)[1]. L'edificio fu costruito all'inizio dell'XI secolo come abbazia ed affidato dal 1226 all'ordine degli Agostiniani. Intorno al 1261 furono costruiti una casa di cavaliere e il cortile. Nel XIV e XV secolo furono aggiunti altri edifici. Nel 1610 l'edificio principale fu ricostruito in stile postgotico. Nel 1729, la città di Berna acquistò il castello, e lo usò come terra vogtei fino all'incursione francese nel 1798. Nel XVIII secolo, l'intero complesso fu completamente ristrutturato. Dal 1825, l'ala ovest funge da vicariato e il resto dell'edificio è un centro parrocchiale dal 2000.
- Ofenhaus (casa fornace);
- Aussichtsturm (torre di avvistamento) sull'Ulmizberg[senza fonte].

## Società

### Evoluzione demografica
L'evoluzione demografica è riportata nella seguente tabella:
Abitanti censiti

### Istituzioni, enti e associazioni
Nella frazione Wabern hanno sede il METAS (Istituto federale di metrologia) e lo Swisstopo (Ufficio federale di topografia); a Köniz si trova l'Archivio PTT.

## Cultura
La città ospita dal 1977 il festival musicale Gurtenfestival.

## Geografia antropica
È il quarto comune per dimensioni del cantone, ed il tredicesimo della nazione. È considerato il più grande comune agglomerato della Svizzera. Nonostante il gran numero di abitanti, il comune è ancora in parte simile a un villaggio, poiché gli abitanti sono distribuiti su molti singoli villaggi (frazioni). La città di Köniz è suddivisa in 11 quartieri:
- Gasel
- Köniz
- Liebefeld
- Niederscherli
- Niederwangen
- Oberscherli
- Oberwangen
- Schliern
- Spiegel
- Thörishaus
- Wabern

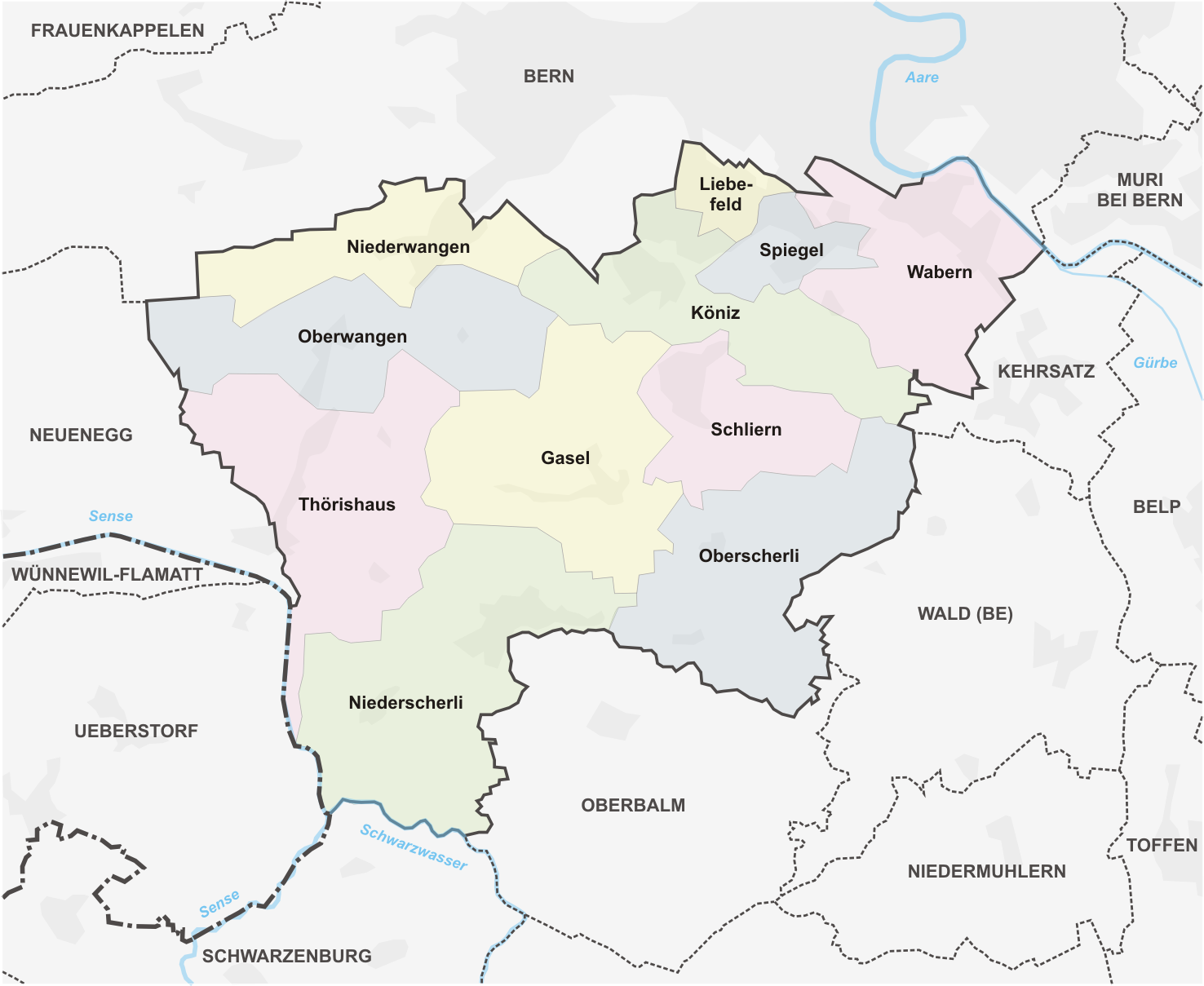
I quartieri di Köniz

Tra le varie frazioni, figurano Mittelhäusern e Schwanden.

## Infrastrutture e trasporti
Köniz è servita dalle stazioni di Thörishaus Dorf, di Thörishaus, di Oberwangen e di Niederwangen sulla ferrovia Losanna-Berna, dalla stazione di Wabern bei Bern sulla Gürbetalbahn e dalle stazioni di Liebefeld, di Köniz, di Moos, di Gasel, di Niederscherli e di Mittelhäusern sulla ferrovia Berna-Schwarzenburg.

## Amministrazione
Ogni famiglia originaria del luogo fa parte del cosiddetto comune patriziale e ha la responsabilità della manutenzione di ogni bene ricadente all'interno dei confini del comune.